# Мадагаскарське нагір'я

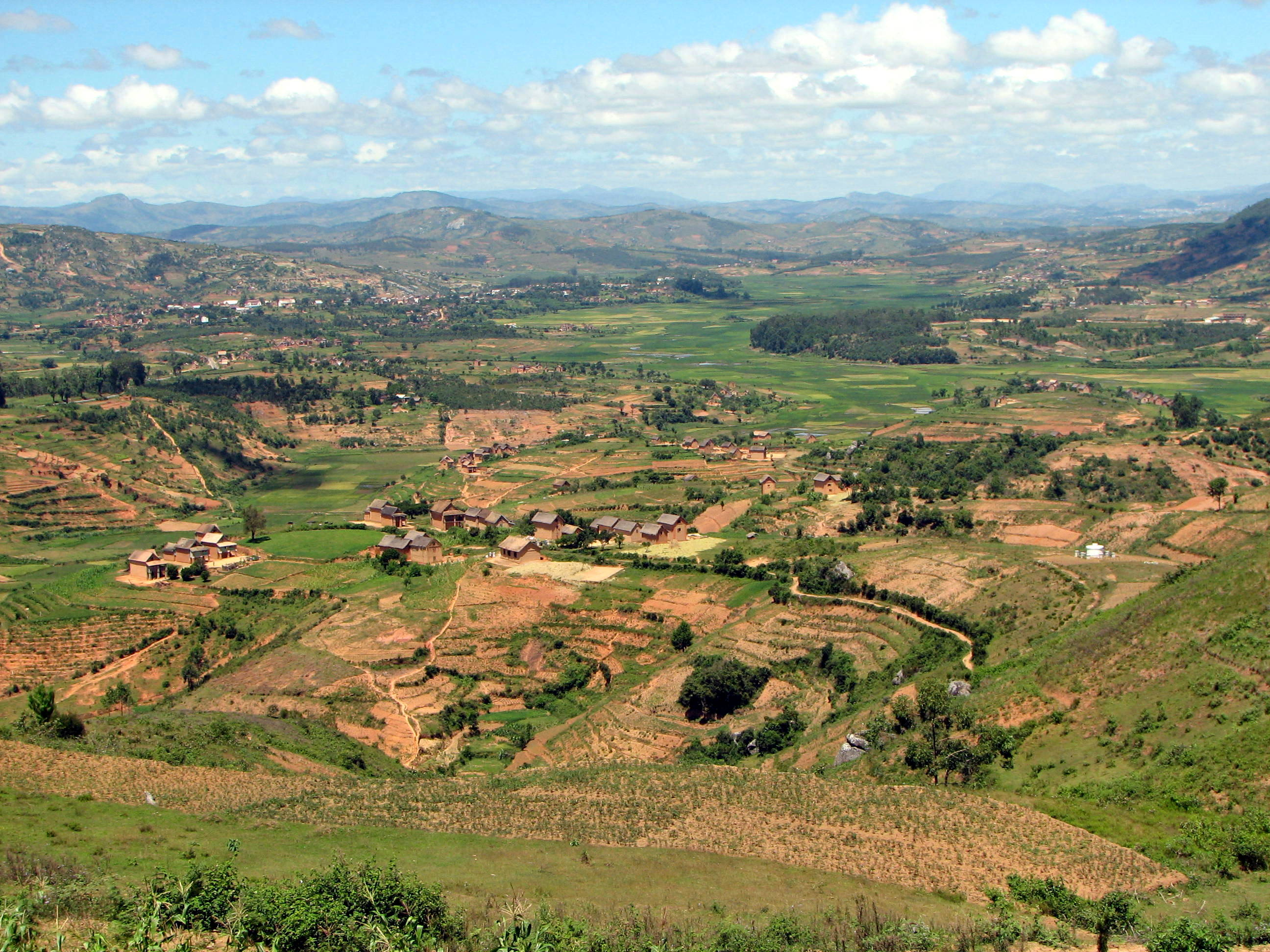
Краєвид у регіоні Центрального (Мадагаскарського) нагір'я

Мадагаскарське нагір'я, або Центральне нагір'я (фр. Hauts-Plateaux) — гірський біогеографічний регіон центрального Мадагаскару. Включає до себе прилеглу частину внутрішнього простору острова висотою 800 м над рівнем моря. Центральне нагір'я відокремлено від Північного нагір'я північною частиною Мадагаскару низовинною долиною, Мандрітсарським вікном, яка, напевно, виступила в якості межі розселення видів високогір'я, що призвело до появи таких видів, як Воалаво голохвостий і Воалаво східний у Північному і Центральному нагір'ях відповідно. Видами, що обмежені Центральним нагір'ям, є кажани Довгокрил Манаві і Miniopterus sororculus, гризуни Куцохвостий щур Бецілео і Воалаво східний, Високогірний і Рисовий чотирипалий тенреки, та Карликовий лемур Сібрі. Через постійне незмінне середовище проживання, у видів Центрального нагір'я існує невеликий місцевий ендемізм, на відміну від північних видів.